# 우리들의
《우리들의》(러시아어: Наши)는 세르게이 도블라토프의 소설이다.

## 작품 개요
《우리들의》는 한 러시아인 가족의 이야기다. 작품 속 화자는 자신의 가족 한 사람 한 사람에 대한 개성 넘치는 이야기들을 들려주고 있다. 《우리들의》에는 열세 명의 가족을 주인공으로 한, 열세 편의 이야기가 들어 있다.
도블라토프 창작 세계의 특징 중 하나는 작품 속 이야기가 사실보다 더 그럴싸하다는 것이다. 이는 작가가 주변에서 작품의 소재를 찾을 뿐만 아니라 실재 인물의 이름이나 직업, 그와 관련된 사건들을 작품 속에 집어넣고 있는 데서 그 원인을 찾을 수 있다. 이로 인해 작가의 상상력과 나아가 그의 예술성에 의문을 제기하는 이들도 있다. 하지만 작가 도블라토프의 실제 삶을 조금만 알아도 작품 속 이야기가 실제가 아닌 픽션임을 알 수 있다. 물론 픽션과 논픽션의 경계가 작가의 치밀한 이야기 구조 속에 엉켜 있어서 그 확실한 기준점을 찾기가 힘든 것도 사실이지만, 이 또한 작가 특유의 창작 세계로 이해해야 할 것이다. 도블라토프의 이 같은 독특한 작품 세계를 이해하는 데 《우리들의》는 좋은 본보기다. 《우리들의》 속에 등장하는 모든 인물들이 실제 작가의 가족들과 일치하기 때문이다. 이 책은 러시아 제정 말기를 살았던 조부의 삶에서부터 소비에트를 살았던 부모와 화자 세대, 그리고 이민 후 미국에서 정착해 살고 있는 다음 세대들에 대한 이야기이다. 그의 작품들은 대부분 자전적인 이야기를 토대로 쓰여졌다.
도블라토프는 문체를 중요시하는 작가다. 주변에서 작품의 소재를 찾는 만큼, 그의 작품 속 내용은 지극히 평범하다. 하지만 이 평범한 일상의 소재를 언어로 표현하는 데 도블라토프가 들이는 노력은 굉장하다. 한 인터뷰에서 그는 한 문장마다 수백 번씩 쓰고 고치기를 반복한다고 털어놓았다. 그렇게 다듬고 또 다듬어서 탄생된 몇 단어로 이루어진 짤막한 문장에는 작가가 표현하고자 하는 것이 압축적이면서도 선명하게 드러나 있다. 군더더기라고는 찾아볼 수가 없다. 언어의 마술사라고 불리기에 충분할 정도로 정확하면서도 쉬운 도블라토프의 문체는 러시아어의 진수를 보여주기에 충분하다.

## 서지 정보
- 《우리들의》, 김현정 역, 지식을만드는지식, 2009년 발행 (ISBN 9788962283754)